# Arion paularensis
Arion paularensis is een slakkensoort uit de familie van de Arionidae. De wetenschappelijke naam van de soort is voor het eerst geldig gepubliceerd in 1989 door Wiktor & Parejo.